# Reignier-Ésery
Reignier-Ésery (bis 2007 Reignier) ist eine französische Gemeinde im Département Haute-Savoie in der Region Auvergne-Rhône-Alpes. Sie gehört zum Kanton La Roche-sur-Foron im Arrondissement Saint-Julien-en-Genevois.

## Geographie
Reignier-Ésery liegt auf 474 m über dem Meeresspiegel, etwa auf halbem Weg zwischen Annemasse und La Roche-sur-Foron, zwölf Kilometer südöstlich der Stadt Genf (Luftlinie). Das Dorf erstreckt sich auf einem Plateau im breiten Arvetal, östlich des Taleinschnitts des Foron, der nicht mit dem gleichnamigen Fluss Foron verwechselt werden darf, der durch La Roche-sur-Foron fließt.
Die Fläche des 25,08 km² großen Gemeindegebiets umfasst einen Abschnitt des unteren Arvetals. Die nördliche Grenze verläuft stets entlang der Arve, die sich hier durch Erosion rund 30 bis 50 m tief in die umgebende grundwasserreiche Schotterebene eingeschnitten hat. In diesem nahezu unbewohnten Tal ist der weitgehend natürliche Flusslauf erhalten. Von der Arve erstreckt sich das Gemeindeareal südwärts über die Talaue und einen Steilhang auf das Plateau von Reignier (Plaine des Rocailles mit mehreren bedeutenden Erratischen Blöcken). Dieses ist durch mehrere Erosionstäler von Bächen, die an den umliegenden Hängen entspringen, unterteilt. Westlich des Hauptortes Reignier steigt das Gelände kontinuierlich an auf den Höhenrücken von Ésery und auf das Hochplateau von Bornes, das sich zwischen dem Salève und dem Massiv der Bornes ausdehnt. Auf dem breiten Höhenrücken nördlich von Arbusigny wird mit 832 m die höchste Erhebung von Reignier-Ésery erreicht.
Die Gemeinde Reignier-Ésery besteht aus dem Hauptdorf Reignier und zahlreichen weiteren Dörfern und Weilersiedlungen, nämlich:
- L’Éculaz (456 m) im Arvetal
- Boringe (468 m) im Arvetal
- La Fin (471 m) im Arvetal
- Cry (475 m) im Arvetal
- Magny (481 m) im Arvetal
- Méran (490 m) westlich des Foron am Hangfuß
- Arculinge (575 m) am Ostabhang des Bornes-Plateaus
- Cusy (590 m) am Ostabhang des Bornes-Plateaus
- Moussy (660 m) auf einem Vorsprung am Ostabhang des Bornes-Plateaus
- Marsinge (490 m) am westlichen Rand des Arvetals
- Pollinge (485 m) am westlichen Rand des Arvetals
- Viaison (454 m) über der Einmündung des Viaison in die Arve am Fuß des Petit Salève
- Césarge (535 m) am Hang gegenüber von Mornex
- Ésery (600 m) auf dem Höhenrücken zwischen den Tälern von Viaison im Westen und Arve im Osten

Nachbargemeinden von Reignier-Ésery sind Arthaz-Pont-Notre-Dame und Nangy im Norden, Scientrier im Osten, Pers-Jussy und Arbusigny im Süden sowie La Muraz und Monnetier-Mornex im Westen.

## Geschichte
Das Gemeindegebiet von Reignier-Ésery war bereits während vorgeschichtlicher Zeit besiedelt. Ein bedeutendes Zeugnis dieser Zeit ist der Dolmen Pierre-aux-Fées. Auch aus der Römerzeit und der Burgundenzeit wurden verschiedene Überreste gefunden. Erstmals wird der Ort 1270 unter dem Namen Rignie urkundlich erwähnt. Der Ortsname geht auf den gallorömischen Personennamen Renius zurück. 1974 wurde die vorher selbständige Gemeinde Ésery nach Reignier eingemeindet. Am 1. April 2007 wurde die Gemeinde offiziell in Reignier-Ésery umbenannt.

## Sehenswürdigkeiten
Die Dorfkirche von Reignier im sardischen Stil wurde im 19. Jahrhundert umfassend restauriert und umgestaltet. Eine Kapelle aus dem 12. Jahrhundert steht in Moussy, während die Kirche von Ésery ursprünglich als Schlosskapelle des Château de Sacconay (Teile aus dem 13. Jahrhundert sind noch sichtbar) diente. An der Arve bewachte die Tour de Bellecombe aus dem 12. und 13. Jahrhundert einst einen wichtigen Flussübergang; der Turm wurde 1591 gebrandschatzt. Auf dem Gemeindeboden stehen die Schlösser von Magny, Villy und Pollinge. Sehenswert ist auch der Dolmen de la Pierre-aux-Fées aus Mont-Blanc-Granit.

## Bevölkerung
| Jahr                       | 1962 | 1968 | 1975 | 1982 | 1990 | 1999 | 2006 |
| Einwohner                  | 2570 | 2589 | 3152 | 3652 | 4067 | 5269 | 5924 |
| Quellen: Cassini und INSEE |      |      |      |      |      |      |      |

Mit 8112 Einwohnern (1. Januar 2022) gehört Reignier-Ésery zu den größeren Gemeinden des Département Haute-Savoie. Seit Beginn der 1970er Jahre wurde eine deutliche Bevölkerungszunahme verzeichnet, die sich in den letzten Jahren aufgrund der Nähe zur Agglomeration Genf noch verstärkte. Außerhalb des alten Ortskerns wurden zahlreiche Einfamilienhausquartiere errichtet.

## Wirtschaft und Infrastruktur
Reignier-Ésery war bis weit ins 20. Jahrhundert hinein ein vorwiegend durch die Landwirtschaft geprägtes Dorf. In den letzten Jahrzehnten entwickelte es sich allmählich zu einem Wohnvorort von Annemasse und Genf. Heute gibt es zahlreiche Betriebe des Klein- und Mittelgewerbes sowie Bau- und Handelsfirmen und Unternehmen des Dienstleistungssektors. Viele Erwerbstätige sind Wegpendler, die in den größeren Ortschaften der Umgebung, vor allem aber im Raum Genf-Annemasse, ihrer Arbeit nachgehen.
Die Ortschaft ist verkehrsmäßig gut erschlossen. Sie liegt an der Staatsstraße, die von Annemasse nach La Roche-sur-Foron führt. Weitere Straßenverbindungen bestehen mit Arthaz-Pont-Notre-Dame, Scientrier und Pers-Jussy. Der nächste Anschluss an die Autobahn A40 befindet sich in einer Entfernung von rund sieben Kilometern. Reignier besitzt einen Bahnhof an der Bahnstrecke Aix-les-Bains–Annemasse.